# 2020年大西洋飓风季时间轴
2020年大西洋飓风季获名风暴数量创下新纪录，是连续第五个活跃度超平均值的大西洋颶風季。本季2020年6月1日正式开始，同年11月30日结束，历史上每年绝大多数熱帶氣旋都是这段时间形成。气旋实际可能在任何时间形成，例如前两场获名风暴2020年热带风暴亚瑟与2020年热带风暴伯莎就分别在5月16和27日成型；颶風艾奧塔是全季最后的气旋，11月18日消散。
全季共形成31个热带或副熱帶氣旋，30个获名，14场达到飓风强度，七场强化成大型飓风，是2005年后第一个用希腊字母为风暴命名的大西洋飓风季。飓风劳拉8月27日以风力时速240公里强度吹袭路易斯安那州，强烈风暴潮和暴雨诱发重大灾难，在大安的列斯群岛和美國南部各地造成81人丧生，经济损失达190亿美元。飓风季11月接近尾声之际，颶風伊塔和艾奥塔在短短两周内先后以四级强度登陆中美洲，造成大量人员伤亡和大面积破坏，至少184人死亡，110人失踪，成千上万住户房屋被毁、生计断绝。2021年3月，世界气象组织把风暴名称“劳拉”、“伊塔”、“艾奥塔”退役，以后不会再在大西洋风暴命名时采用。
2020年大西洋飓风季时间轴记载全季所有热带或亚热带气旋形成、增强、减弱、登陆，转变成溫帶氣旋及消散的具体信息，还包括飓风季期间没有发布的信息，如美国国家飓风中心飓风季过后重新分析并回顾各风暴时的更新，包括最大持续风速、位置、距离在内的所有数字均四舍五入成整数。同时为方便起见，以下所有时间如无特别说明均指协调世界时。

## 时间轴

### 五月
5月16日
- 18:00，28°00′N 78°42′W / 28.0°N 78.7°W：佛罗里达州墨尔本以东约205公里的大范围低气压区发展成第一号热带低气压[11]。

5月17日
- 00:00，28°54′N 78°00′W / 28.9°N 78.0°W：第一号热带低气压在佛罗里达州卡纳维拉尔角东北偏东约305公里增强成热带风暴亚瑟[11]。

5月19日

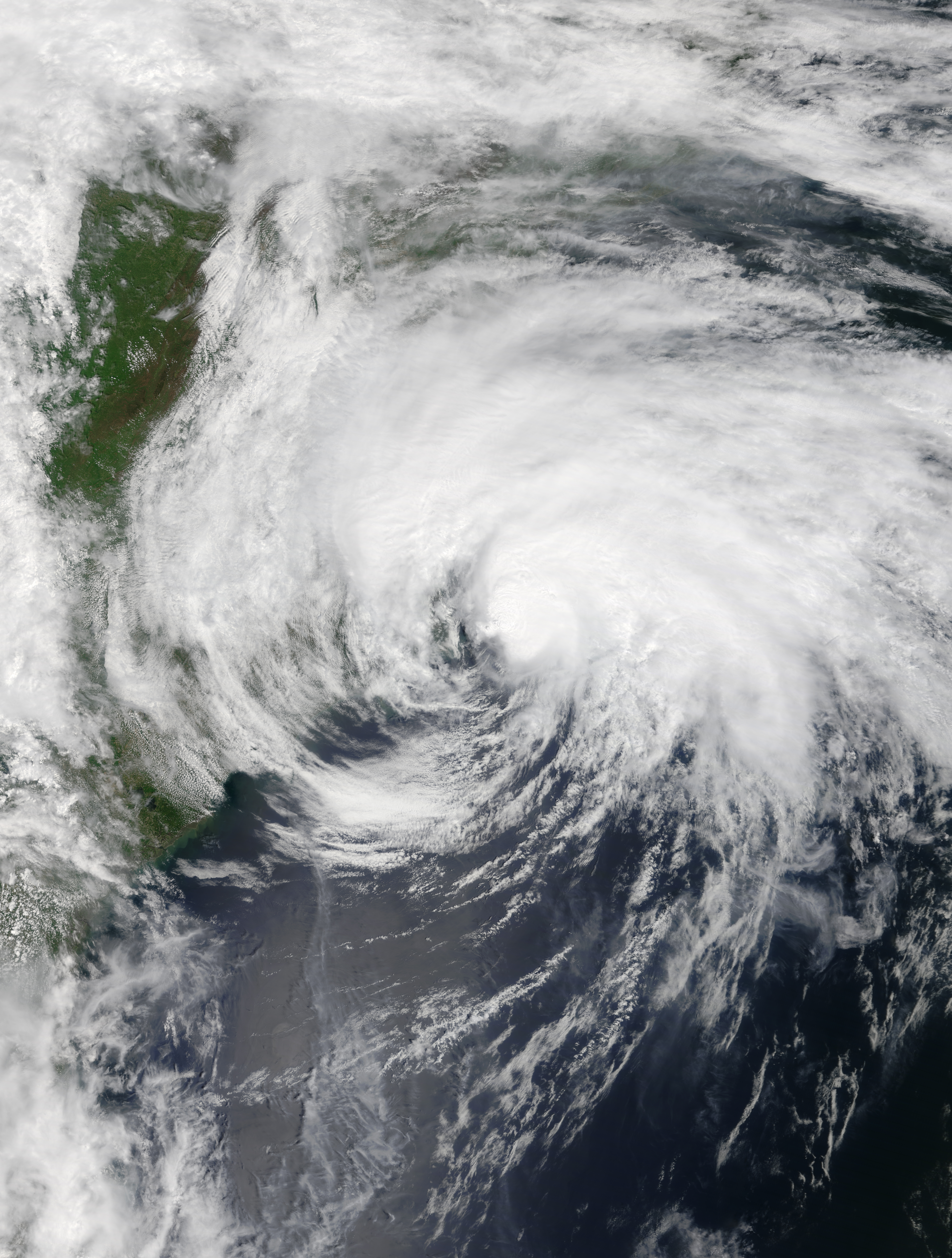
5月18日北卡罗来纳州近海接受最高强度的热带风暴亚瑟

- 06:00，36°48′N 71°24′W / 36.8°N 71.4°W：热带风暴亚瑟在北卡罗来纳州哈特拉斯角东北偏东约310公里达到最大持续风速每小时95公里、最低气压900毫巴（百帕，29.23英寸汞柱）的最高强度[11]。
- 12:00，37°00′N 69°30′W / 37.0°N 69.5°W：热带风暴亚瑟在哈特拉斯角东北偏东约650公里转变成溫帶氣旋并很快消散[11]。

5月27日
- 06:00，31°30′N 78°48′W / 31.5°N 78.8°W：南卡罗来纳州查尔斯顿东南约175公里的狭长低气压区发展成热带风暴并获名“伯莎”[12]。
- 12:00，32°36′N 79°30′W / 32.6°N 79.5°W：热带风暴伯莎在查尔斯顿东南偏东约55公里达到风力时速85公里、中心气压1005毫巴（百帕，29.68英寸汞柱）的最高强度[12]。
- 13:30，32°54′N 79°42′W / 32.9°N 79.7°W：热带风暴伯莎以持续风速每小时85公里强度从南卡罗来纳州棕榈岛附近登陆[12]。
- 18:00，33°42′N 80°06′W / 33.7°N 80.1°W：热带风暴伯莎在查尔斯顿西北偏北约105公里降级热带低气压[12]。

5月28日
- 06:00，37°06′N 81°06′W / 37.1°N 81.1°W：热带低气压伯莎在弗吉尼亚州罗阿诺克西南约110公里转变成温带气旋并很快消散[12]。

### 六月
6月1日
- 2020年大西洋飓风季正式开始[3]。
- 18:00，19°24′N 90°54′W / 19.4°N 90.9°W：热带风暴阿曼达的残留在坎佩切州坎佩切西南约65公里形成第三号热带低气压[13]。

6月2日
- 12:00，19°30′N 92°30′W / 19.5°N 92.5°W：第三号热带低气压在坎佩切州卡門城西北约120公里强化成热带风暴克里斯托瓦尔[注 3][13]。

6月3日

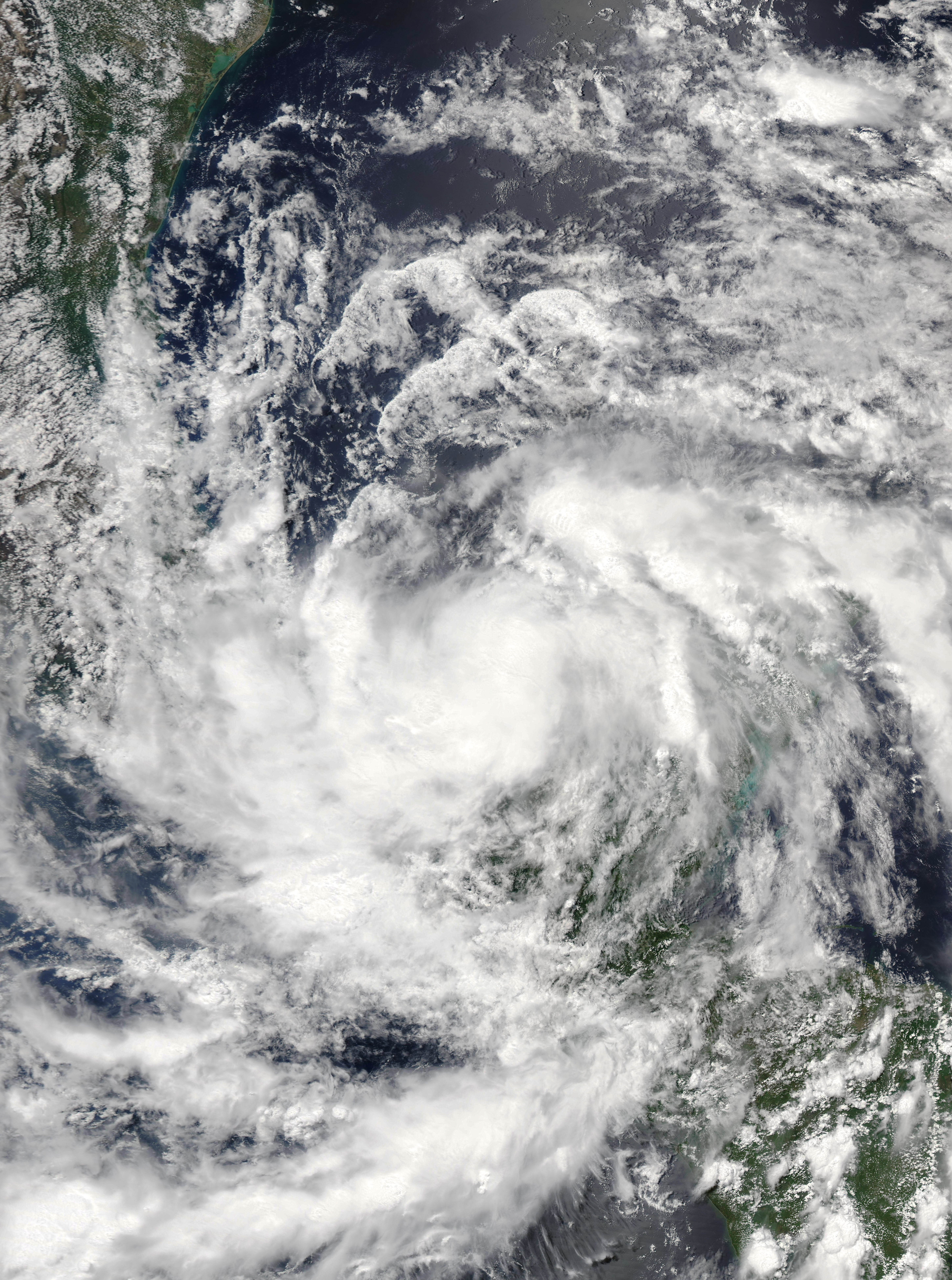
6月3日登陆坎佩切州后不久的热带风暴克里斯托瓦尔

- 06:00，18°54′N 92°18′W / 18.9°N 92.3°W：热带风暴克里斯托瓦尔在卡门城西北约65公里达到风力时速95公里最高强度[13]。
- 13:00，18°42′N 92°06′W / 18.7°N 92.1°W：热带风暴克里斯托瓦尔以持续风速每小时95公里、中心气压993毫巴（百帕，29.32英寸汞柱）强度从卡门城以西约55公里的坎佩切州阿塔斯塔附近首度登陆[13]。

6月4日
- 12:00，17°42′N 91°12′W / 17.7°N 91.2°W：热带风暴克里斯托瓦尔在卡门城东南约110公里、危地马拉－墨西哥边境附近减弱成热带低气压[13]。

6月5日
- 06:00，18°36′N 90°06′W / 18.6°N 90.1°W：热带低气压克里斯托瓦尔在坎佩切东南偏南约150公里再度强化成热带风暴[13]。

6月6日
- 00:00，22°00′N 90°00′W / 22.0°N 90.0°W：热带风暴克里斯托瓦尔在尤卡坦州普罗格雷索西北偏北约85公里达到风力时速95公里最高强度[13]。

6月7日
- 22:00，29°18′N 89°48′W / 29.3°N 89.8°W：热带风暴克里斯托瓦尔以持续风速每小时85公里、中心气压990毫巴（百帕，29.23英寸汞柱）强度在路易斯安那州格兰德艾尔以东约20公里第二次登陆[13]。

6月8日
- 12:00，31°42′N 91°30′W / 31.7°N 91.5°W：热带风暴克里斯托瓦尔在密西西比州纳奇兹西北偏西约20公里降级热带低气压[13]。

6月9日
- 18:00，40°18′N 91°42′W / 40.3°N 91.7°W：热带低气压克里斯托瓦尔在密蘇里州圣路易斯西北偏北约230公里达到988毫巴（百帕，29.18英寸汞柱）最低气压[13]。

6月10日
- 00:00，42°36′N 90°48′W / 42.6°N 90.8°W：热带低气压克里斯托瓦尔在艾奥瓦州迪比克西北偏北约30公里转变成温带低气压区，并在不久后消散[13]。

6月22日
- 12:00，38°24′N 66°54′W / 38.4°N 66.9°W：麻薩諸塞州鳕鱼角东南偏东约650公里不含热带天气系统特征的大范围地面低气压区形成第四号副热带低气压[14]。

6月23日
- 06:00，39°00′N 63°54′W / 39.0°N 63.9°W：第四号副热带低气压在新斯科舍省哈利法克斯以南约655公里增强成亚热带风暴并获名“多莉”[14]。
- 12:00，39°24′N 62°42′W / 39.4°N 62.7°W：亚热带风暴多莉在哈利法克斯东南偏南约600公里转变成热带风暴，同时达到持续风速每小时75公里、最低气压1000毫巴（百帕，29.53英寸汞柱）的最高强度[14]。

6月24日
- 06:00，41°00′N 59°36′W / 41.0°N 59.6°W：热带风暴多莉在哈利法克斯东南约545公里消退成残留低气压区，随后瓦解成地面低壓槽[14]。

### 七月
7月4日
- 12:00，30°54′N 69°24′W / 30.9°N 69.4°W：百慕大西南偏西约465公里不含热带天气系统特征的低气压区发展出第五号热带低气压[15]。

7月6日
- 00:00，36°24′N 58°30′W / 36.4°N 58.5°W：第五号热带低气压在百慕大东北约730公里升级热带风暴爱德华[15]。
- 18:00，41°42′N 47°48′W / 41.7°N 47.8°W：热带风暴爱德华在纽芬兰岛开普雷斯东南约695公里达到风力时速75公里、最低气压1005毫巴（百帕，29.68英寸汞柱）最高强度[15]

7月7日
- 00:00，43°36′N 44°06′W / 43.6°N 44.1°W：热带风暴爱德华在开普雷斯东南偏东约785公里转为温带气旋并很快消散[15]。

7月9日
- 18:00，35°24′N 74°54′W / 35.4°N 74.9°W：北卡罗来纳州哈特拉斯角东北偏东约65公里的低气压区关联大范围雷暴，形成热带风暴费伊[16]。

7月10日

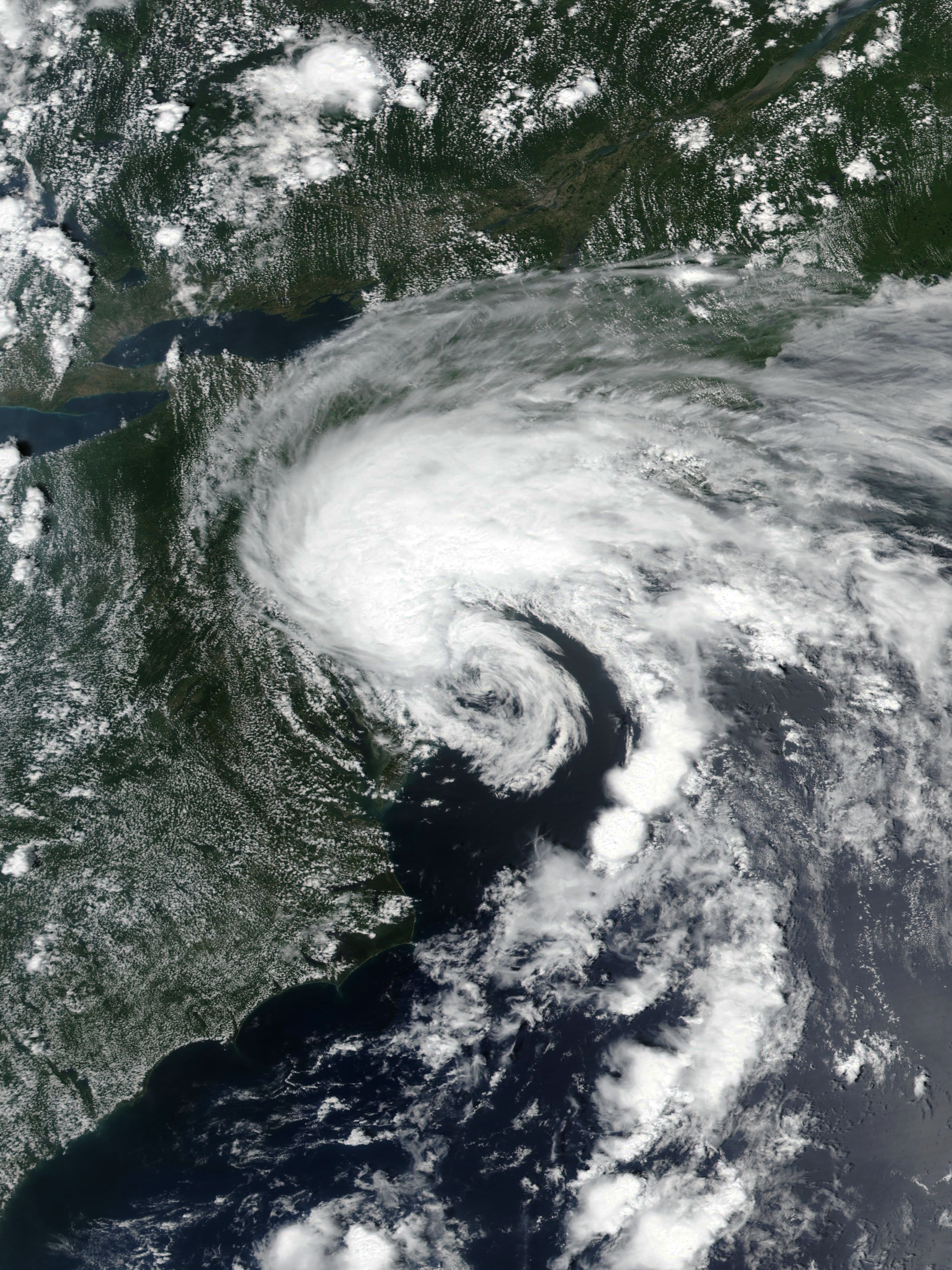
7月10日正处最高强度、即将登陆新泽西州的热带风暴费伊

- 18:00，38°54′N 74°24′W / 38.9°N 74.4°W：热带风暴费伊在新泽西州开普梅东南偏东约35公里达到持续风速每小时95公里、最低气压998毫巴（百帕，29.47英寸汞柱）最高强度[16]。
- 20:00，39°24′N 74°24′W / 39.4°N 74.4°W：热带风暴费伊以风力时速85公里强度从新泽西州大西洋城东北偏北约15公里登陆[16]。

7月11日
- 06:00，41°30′N 74°12′W / 41.5°N 74.2°W：热带风暴费伊在纽约以北约80公里瓦解成残留低气压区，随后由规模更大的中纬度低气压区吸收[16]。

7月21日
- 18:00，9°42′N 40°00′W / 9.7°N 40.0°W：南向风群岛以东约2315公里的熱帶輻合帶内有大范围低气压天气系统 缓慢向西移动，形成第七号热带低气压[17]。

7月22日
- 06:00，9°48′N 41°54′W / 9.8°N 41.9°W：第七号热带低气压在南向风群岛以东约2120公里升级热带风暴并获名“贡萨洛”[17]。

7月23日
- 00:00，25°42′N 88°18′W / 25.7°N 88.3°W：密西西比河口东南偏南约390公里、中墨西哥湾上空的东风波发展成第八号热带低气压[18]。
- 06:00，9°42′N 46°36′W / 9.7°N 46.6°W：热带风暴贡萨洛在南向风群岛以东约1110公里达到持续风速每小时105公里、最低气压997毫巴（百帕，29.44英寸汞柱）最高强度[17]。

7月24日
- 00:00，26°12′N 91°06′W / 26.2°N 91.1°W：第八号热带低气压在密西西比河口西南偏南约370公里升级热带风暴汉娜[18]。

7月25日

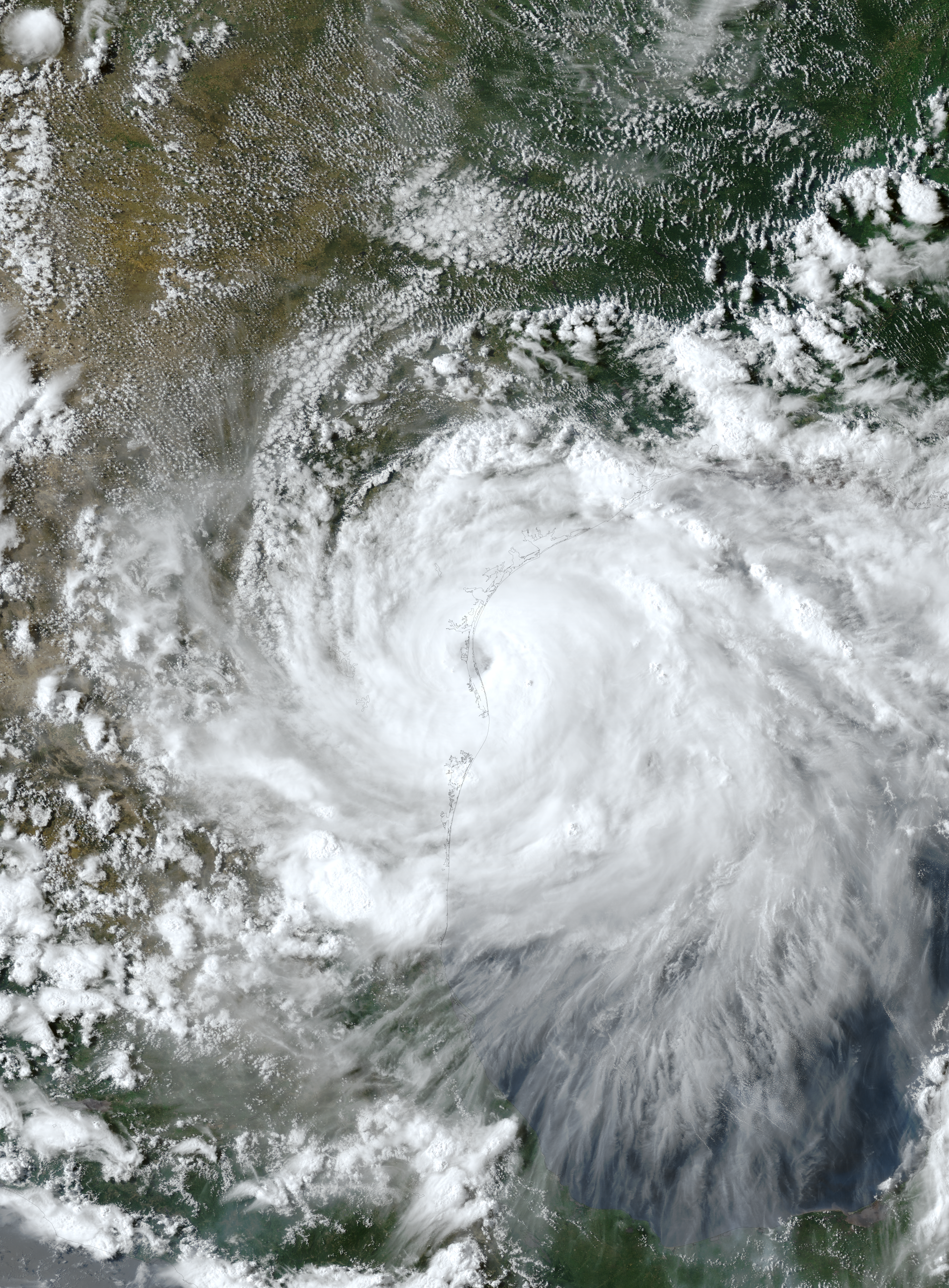
7月25日飓风汉娜以最高强度登陆德克萨斯州

- 12:00，27°06′N 96°00′W / 27.1°N 96.0°W：热带风暴汉娜在德克萨斯州曼斯菲尔德港东北偏东约150公里升为一级飓风[18]。
- 15:30，10°30′N 61°00′W / 10.5°N 61.0°W：热带风暴贡萨洛在曼赞尼拉海滩附近减弱成热带低气压，随后沿特立尼达岛东岸登陆，不久便退化成开放式低压槽[17]。
- 18:00，26°54′N 96°48′W / 26.9°N 96.8°W：飓风汉娜在德克萨斯州南部近海达到风力时速150公里、最低气压973毫巴（百帕，28.73英寸汞柱）最高强度[18]。
- 22:00，26°48′N 97°18′W / 26.8°N 97.3°W：飓风汉娜以持续风速每小时150公里强度登陆德克萨斯州帕德雷島[18]。
- 23:15，26°42′N 97°30′W / 26.7°N 97.5°W：飓风汉娜以风力时速150公里强度在曼斯菲尔德港西北偏北约20公里第二次登陆[18]。

7月26日
- 06:00，26°30′N 98°30′W / 26.5°N 98.5°W：飓风汉纳在曼斯菲尔德港西南偏西约110公里降级热带风暴[18]。
- 18:00，25°48′N 100°18′W / 25.8°N 100.3°W：热带风暴汉纳在新萊昂州蒙特雷以北约15公里弱化成热带低气压并很快消散[18]。

7月30日
- 00:00，15°48′N 65°42′W / 15.8°N 65.7°W：波多黎各蓬塞以南约220公里的东风波形成热带风暴伊萨亚斯[注 4][20]。
- 16:15，18°24′N 69°18′W / 18.4°N 69.3°W：热带风暴伊萨亚斯以持续风速每小时100公里强度从多明尼加共和国聖佩德羅-德馬科里斯附近登陆[20]。

7月31日
- 00:00，19°54′N 71°12′W / 19.9°N 71.2°W：热带风暴伊萨亚斯从伊斯帕尼奥拉岛北岸回到海上，随后在多明尼加共和国普拉塔港西北偏北约70公里达到一级飓风标准[20]。
- 09:00，20°54′N 73°24′W / 20.9°N 73.4°W：飓风伊萨亚斯以持续风速每小时130公里强度登陆巴哈马大伊纳瓜岛[20]。
- 18:00，15°30′N 19°42′W / 15.5°N 19.7°W：佛得角最东端以东约370公里的东风波形成第十号热带低气压[21]。

### 八月
8月1日

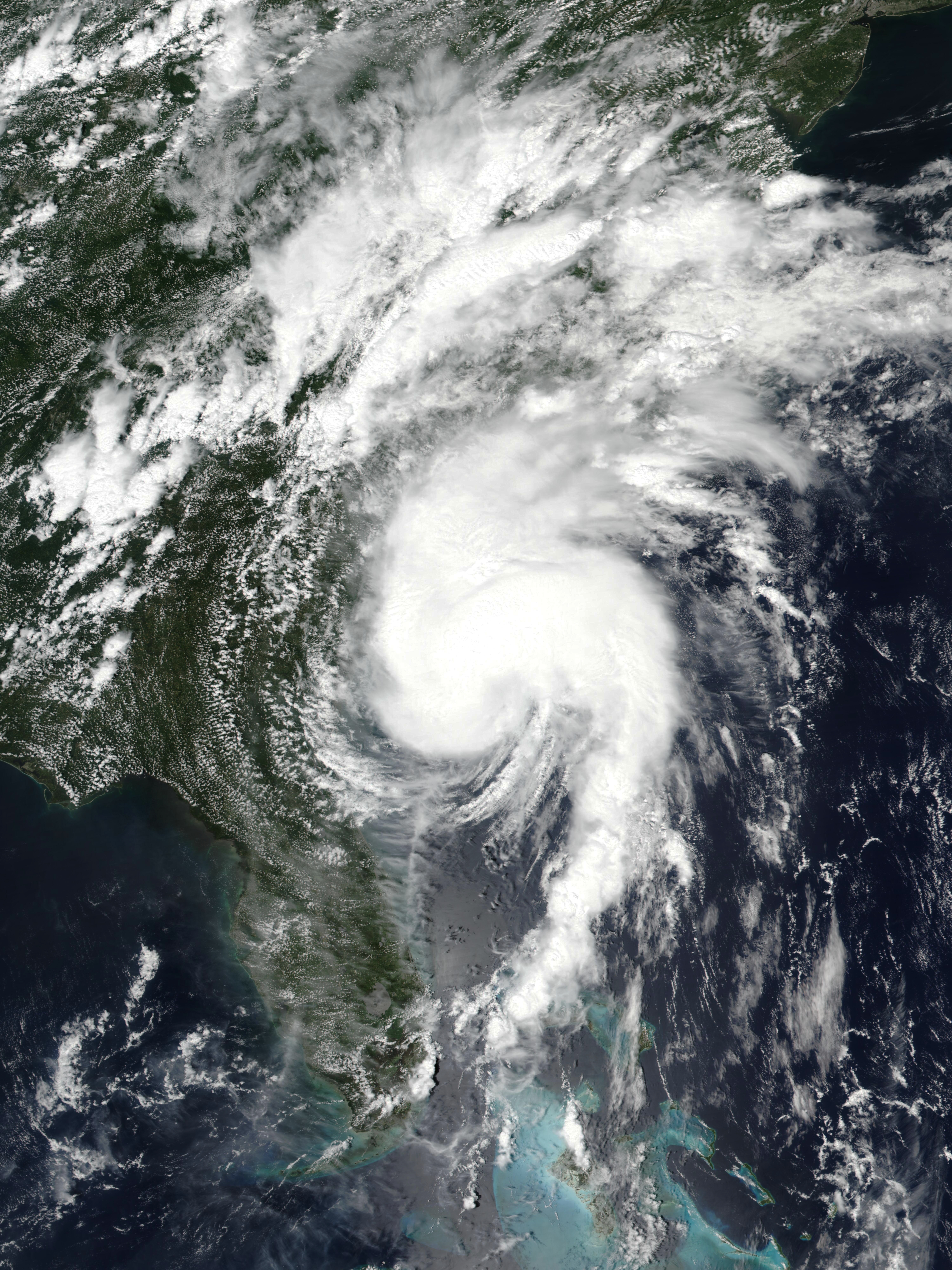
飓风伊萨亚斯8月3日在南、北卡罗来纳州近海增强

- 13:00，24°24′N 77°42′W / 24.4°N 77.7°W：飓风伊萨亚斯以风力时速130公里强度登陆巴哈马安德罗斯岛[20]。
- 18:00，24°48′N 79°18′W / 24.8°N 79.3°W：飓风伊萨亚斯在巴哈马弗里波特以南约185公里降级热带风暴[20]。

8月2日
- 00:00，19°30′N 25°00′W / 19.5°N 25.0°W：第十号热带低气压在佛得角群岛以北约370公里瓦解为残留低气压区并在不久的消散[21]。

8月3日
- 18:00，31°12′N 79°42′W / 31.2°N 79.7°W：热带风暴伊萨亚斯在查尔斯顿以南约185公里再达飓风标准[20]。

8月4日
- 00:00，32°48′N 79°06′W / 32.8°N 79.1°W：飓风伊萨亚斯在查尔斯顿以东约100公里达到持续风速每小时150公里、最低气压986毫巴（百帕，29.12英寸汞柱）最高强度[20]。
- 03:10，33°54′N 78°30′W / 33.9°N 78.5°W：飓风伊萨亚斯以风力时速150公里强度在北卡罗来纳州不伦瑞克县海洋岛海滩附近第四次也是最后一次登陆[20]。
- 06:00，35°00′N 78°06′W / 35.0°N 78.1°W：飓风伊萨亚斯在北卡罗来纳州皮特县格林维尔西南约95公里降为热带风暴[20]。

8月5日
- 00:00，44°00′N 73°06′W / 44.0°N 73.1°W：热带风暴伊萨亚斯在佛蒙特州拉特兰西北偏北约十公里转变成温带低气压区，随后消散[20]。

8月11日
- 06:00，11°24′N 36°48′W / 11.4°N 36.8°W：佛得角群岛西南偏西约1480公里的东风波形成第十一号热带低气压[22]。

8月13日
- 12:00，13°24′N 48°36′W / 13.4°N 48.6°W：第十一号热带低气压在北背风群岛东南偏东约1665公里升级热带风暴并获名“约瑟芬”[22]。

8月14日
- 12:00，36°36′N 74°12′W / 36.6°N 74.2°W：北卡罗来纳州戴尔县达克东北偏东约165公里的中尺度对流每亩发展成热带风暴凯尔[23]
- 18:00，17°24′N 55°36′W / 17.4°N 55.6°W：热带风暴约瑟芬在北背风群岛以东约740公里达到持续风速每小时75公里、最低气压1004毫巴（百帕，29.65英寸汞柱）最高强度[22]。

8月15日
- 12:00，38°48′N 66°42′W / 38.8°N 66.7°W：热带风暴凯尔在鳕鱼角东南约370公里达到风力时速85公里、最低气压1000毫巴（百帕，29.53英寸汞柱）最高强度[23]。

8月16日
- 00:00，39°42′N 61°36′W / 39.7°N 61.6°W：热带风暴凯尔在开普雷斯西南约880公里转变成温带气旋，由附近的静止锋吸收[23]。
- 06:00，20°00′N 63°24′W / 20.0°N 63.4°W：热带风暴约瑟芬在北背风群岛以北约170公里降级热带低气压并很快消散[22]。

8月20日
- 00:00，14°24′N 47°18′W / 14.4°N 47.3°W：安地卡島东南偏东约1575公里的东风波形成第十三号热带低气压[24]。

8月21日
- 06:00，15°18′N 82°54′W / 15.3°N 82.9°W：洪都拉斯－尼加拉瓜边境、格拉西亞斯-阿迪奧斯角东北约45公里的东风波发展成第十四号热带低气压[25]。
- 12:00，17°00′N 59°24′W / 17.0°N 59.4°W：第十三号热带低气压在北背风群岛以东约415公里升级热带风暴劳拉[24]。

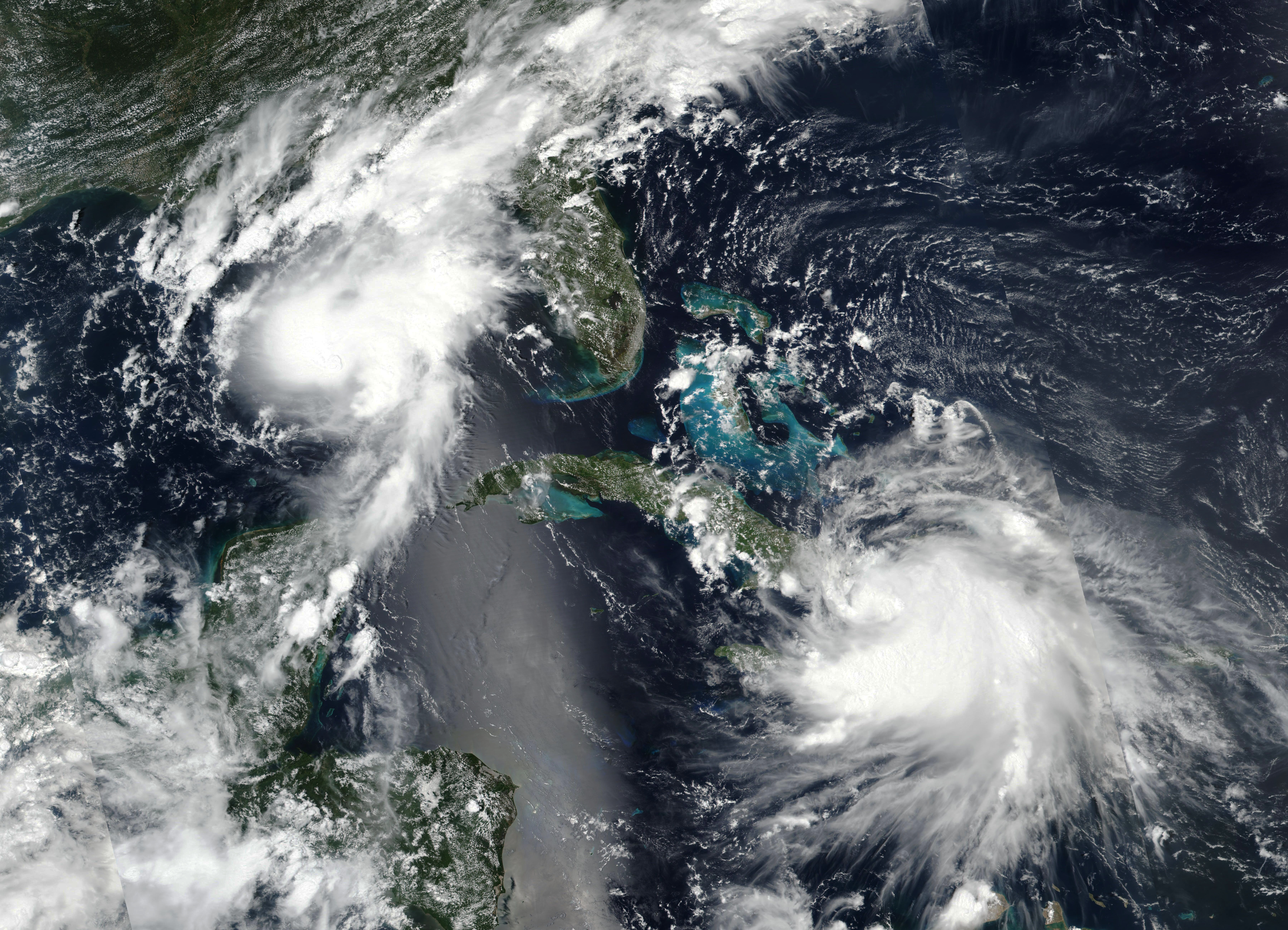
8月23日马可位于墨西哥湾上空，劳拉在伊斯帕尼奥拉岛上空

- 20:30，17°06′N 61°48′W / 17.1°N 61.8°W：热带风暴劳拉以持续风速每小时75公里强度登陆安提瓜[24]。
- 23:30，17°06′N 62°36′W / 17.1°N 62.6°W：热带风暴劳拉以风力时速75公里强度登陆尼维斯岛[24]。

8月22日
- 00:00，18°18′N 84°36′W / 18.3°N 84.6°W：第十四号热带低气压在金塔納羅奧州科苏梅尔岛东南约340公里升级热带风暴马可[25]。

8月23日
- 04:30，18°24′N 70°00′W / 18.4°N 70.0°W：热带风暴劳拉以持续风速每小时85公里强度从多明尼加共和国聖多明哥以西约35公里登陆[24]。
- 12:00，24°18′N 87°12′W / 24.3°N 87.2°W：热带风暴马可在古巴最西端西北约340公里升为一级飓风，同时达到持续风速每小时120公里、最低气压991毫巴（百帕，29.26英寸汞柱）[25]。

8月24日
- 00:00，26°24′N 87°36′W / 26.4°N 87.6°W：飓风马可在密西西比河口东南偏南425公里减弱成热带风暴[25]。
- 02:00，20°00′N 76°36′W / 20.0°N 76.6°W：热带风暴劳拉以风力时速100公里强度登陆古巴圣地亚哥省乌维罗附近[24]。

8月25日
- 00:00，22°18′N 83°18′W / 22.3°N 83.3°W：热带风暴劳拉以持续风速100公里强度从比那尔德里奥省拉斯图纳斯海滩附近登陆[24]。
- 00:00，28°54′N 89°18′W / 28.9°N 89.3°W：热带风暴马可从密西西比河口以南仅20公里掠过，随后降为热带低气压[25]。
- 06:00，28°42′N 90°30′W / 28.7°N 90.5°W：热带低气压马可在密西西比河口西南偏西约130公里退化成残留低气压区，后消退成低压槽[25]。
- 12:00，23°24′N 86°12′W / 23.4°N 86.2°W：热带风暴劳拉在密西西比河口东南偏南约695公里升为一级飓风[24]。

8月26日
- 06:00，25°36′N 90°12′W / 25.6°N 90.2°W：飓风劳拉在路易斯安那州莱克查尔斯东南偏南约580公里强化成二级飓风[24]。
- 12:00，26°24′N 91°24′W / 26.4°N 91.4°W：飓风劳拉在莱克查尔斯东南偏南约455公里达到三级飓风标准[24]。
- 18:00，27°18′N 92°30′W / 27.3°N 92.5°W：飓风劳拉在莱克查尔斯东南偏南约325公里升为四级飓风[24]。

8月27日
- 00:00，28°30′N 93°00′W / 28.5°N 93.0°W：飓风劳拉在莱克查尔斯以南约190公里达到持续风速每小时240公里、最低气压937毫巴（百帕，27.67英寸汞柱）最高强度[24]。
- 06:00，29°48′N 93°18′W / 29.8°N 93.3°W：飓风劳拉以风力时速240公里强度登陆路易斯安那州卡梅伦附近[24]。
- 09:00，30°30′N 93°24′W / 30.5°N 93.4°W：飓风劳拉在莱克查尔斯西北偏北约50公里降至三级飓风范围[24]。
- 10:00，30°42′N 93°24′W / 30.7°N 93.4°W：飓风劳拉在莱克查尔斯西北偏北约70公里减弱成二级飓风[24]。
- 14:00，31°42′N 93°06′W / 31.7°N 93.1°W：飓风劳拉在路易斯安那州什里夫波特东南偏南约105公里降为一级飓风[24]。
- 17:00，32°36′N 92°54′W / 32.6°N 92.9°W：飓风劳拉在什里夫波特东南偏东约80公里降级热带风暴[24]。

8月28日
- 06:00，35°24′N 92°00′W / 35.4°N 92.0°W：热带风暴劳拉在阿肯色州小岩城东北偏北约85公里消退成热带低气压[24]。

8月29日
- 06:00，38°18′N 84°48′W / 38.3°N 84.8°W：热带低气压劳拉在肯塔基州路易维尔以东约85公里瓦解成残留低气压区，后由其他低气压区吸收[24]。

8月31日
- 12:00，31°30′N 77°24′W / 31.5°N 77.4°W：北卡罗来纳州威尔明顿东南偏南约240公里无热带天气系统特征的低气压区形成第十五号热带低气压[26]。

### 九月
9月1日
- 06:00，15°54′N 75°12′W / 15.9°N 75.2°W：牙买加京斯敦东南约290公里的东风波迅速发展成热带风暴娜娜[注 5][27]。
- 12:00，34°36′N 73°42′W / 34.6°N 73.7°W：第十五号热带低气压在北卡罗来纳州哈特拉斯角东南约185公里升级热带风暴奥马尔，并马上达到持续风速每小时65公里、最低气压1003毫巴（百帕，29.6英寸汞柱）最高强度[26]。

9月3日

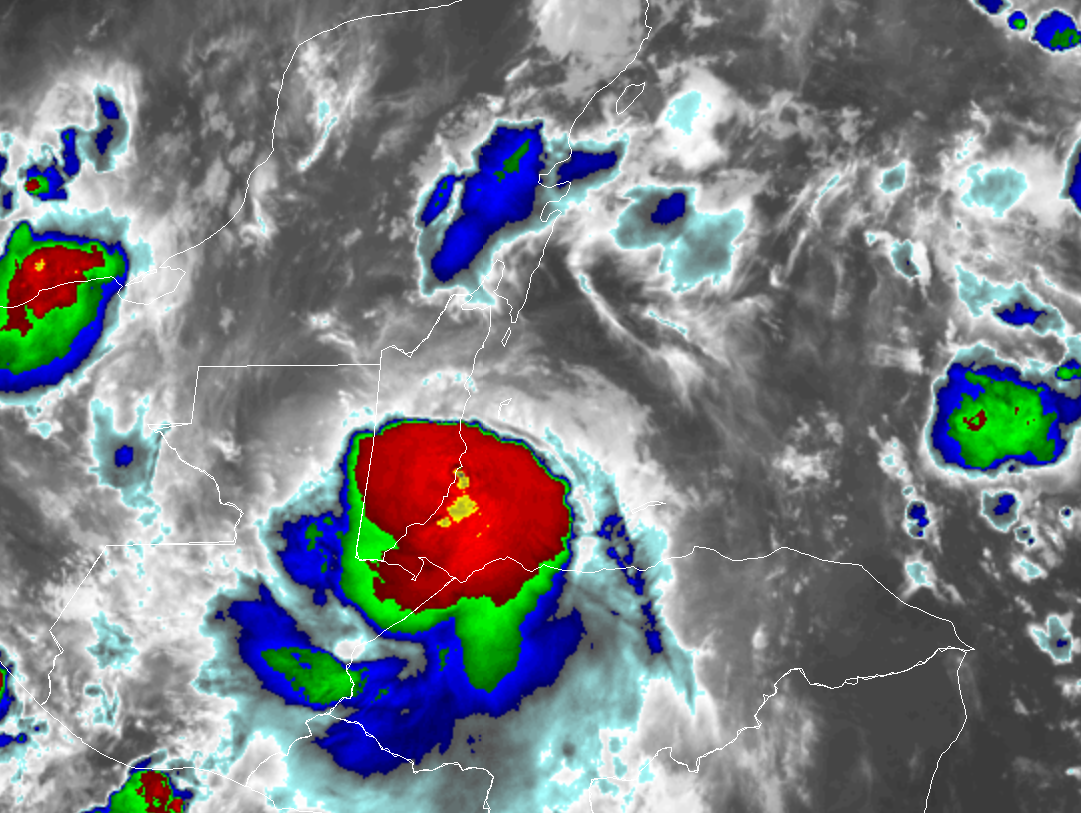
9月3日飓风娜娜以最高强度登陆伯利兹的红外图像

- 00:00，36°12′N 64°48′W / 36.2°N 64.8°W：热带风暴奥马尔在百慕大以北约425公里降级热带低气压[26]。
- 03:00，16°54′N 87°30′W / 16.9°N 87.5°W：热带风暴娜娜在伯利兹城东南约95公里升为一级飓风，同时达到持续风速每小时120公里、最低气压994毫巴（百帕，29.36英寸汞柱）最高强度[27]。
- 06:00；16°48′N 88°18′W / 16.8°N 88.3°W：飓风娜娜以风力时速约120公里强度从伯利兹城以南约80公里登陆[27]。
- 12:00，16°24′N 89°36′W / 16.4°N 89.6°W：飓风娜娜在伯利兹城西南约195公里降级热带风暴[27]。
- 18:00，16°06′N 90°30′W / 16.1°N 90.5°W：热带风暴娜娜在瓜地馬拉市以北约195公里减弱成热带低气压[27]。

9月4日
- 00:00，15°48′N 91°24′W / 15.8°N 91.4°W：热带低气压娜娜在危地马拉市西北约165公里消退成残留低气压区并在不久后消散[注 6][27]。

9月5日
- 18:00，37°42′N 57°06′W / 37.7°N 57.1°W：热带低气压奥马尔在百慕大东北约925公里瓦解成残留低气压区，随后被锋吸收[26]。

9月7日

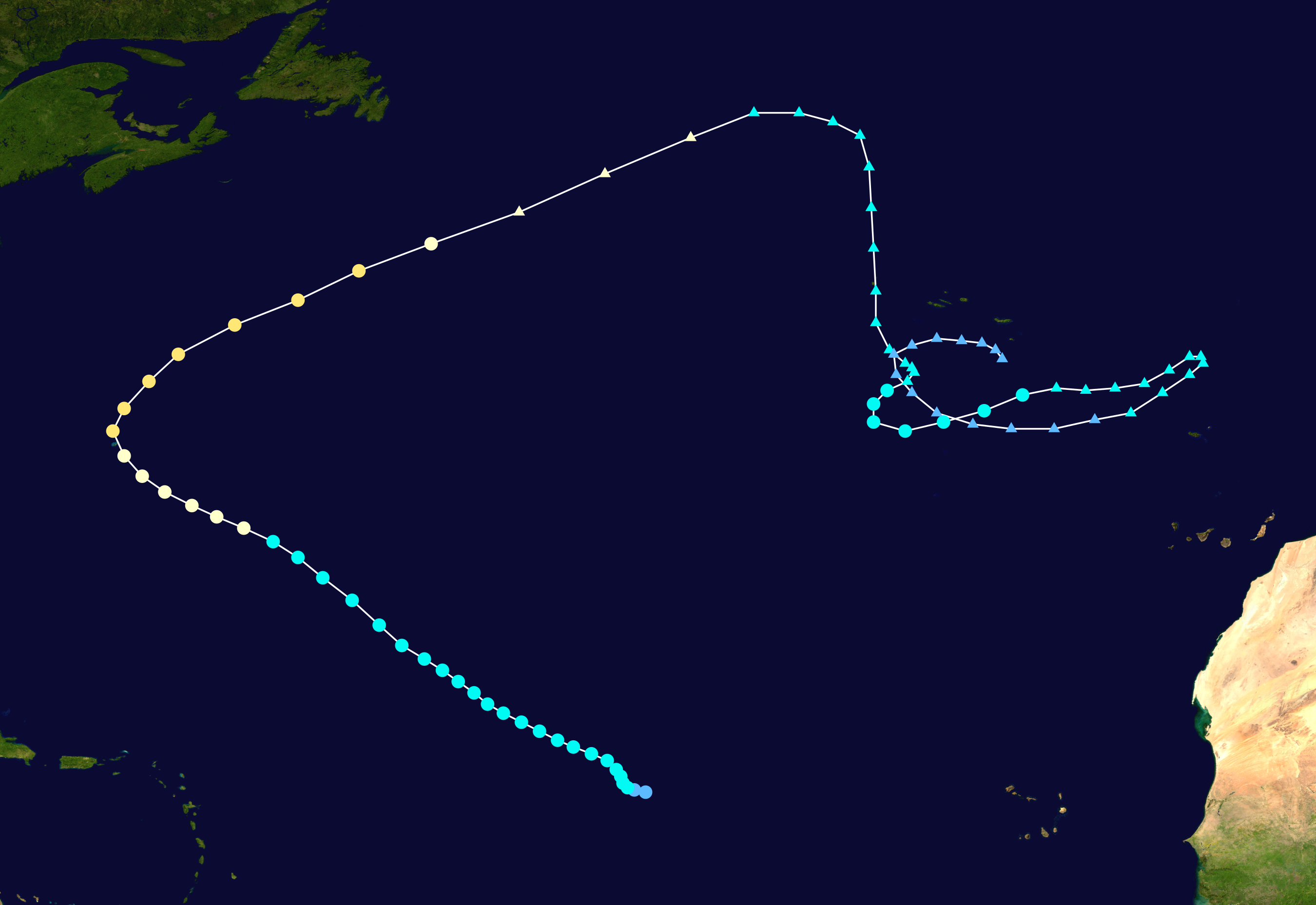
本季最持久的飓风保莱特先进路线和强弱变化

- 00:00，16°54′N 41°18′W / 16.9°N 41.3°W：佛得角群岛以西约1850公里的东风波形成第十七号热带低气压[29]。
- 06:00，15°12′N 19°48′W / 15.2°N 19.8°W：佛得角群岛最东端以东约320公里的东风波发展成第十八号热带低气压[30]。
- 12:00，17°06′N 42°06′W / 17.1°N 42.1°W：第十七号热带低气压在北背风群岛以东约2220公里升级热带风暴保莱特[29]。
- 18:00，15°54′N 21°48′W / 15.9°N 21.8°W：第十八号热带低气压在薩爾島东南偏东约170公里强化成热带风暴雷内[30]。

9月8日
- 18:00，16°36′N 27°06′W / 16.6°N 27.1°W：热带风暴雷内在圣安唐岛以西约150公里回落至热带低气压标准[30]。

9月9日
- 12:00，17°18′N 31°12′W / 17.3°N 31.2°W：热带低气压雷内在佛得角群岛西北偏西约650公里重新强化成热带风暴[30]。

9月10日
- 12:00，18°24′N 35°18′W / 18.4°N 35.3°W：热带风暴雷内在佛得角群岛西北偏西约1080公里达到风力时速75公里最高强度[30]。

9月11日
- 18:00，25°24′N 78°36′W / 25.4°N 78.6°W：巴哈马安德罗斯岛至比米尼之间的扰动天气区在迈阿密东南偏东约185公里形成第十九号热带低气压[31]。

9月12日
- 06:00，25°36′N 80°12′W / 25.6°N 80.2°W：第十九号热带低气压以持续风速每小时55公里在佛罗里达州卡特勒湾以东约20公里登陆[31]。
- 06:00，11°00′N 31°24′W / 11.0°N 31.4°W：佛得角群岛西南约925公里的强劲东风波形成第二十号热带低气压[32]。
- 12:00，22°48′N 44°00′W / 22.8°N 44.0°W：热带风暴雷内在北背风群岛东北偏东约1850公里降级热带低气压[30]。
- 12:00，25°30′N 80°48′W / 25.5°N 80.8°W：第十九号热带低气压在佛罗里达州霍姆斯特德以西约160公里的佛罗里达大沼泽地强化成热带风暴萨莉[31]。
- 15:00，25°36′N 81°30′W / 25.6°N 81.5°W：热带风暴萨莉从佛罗里达州那不勒斯东南偏南约65公里进入墨西哥湾[31]。

9月13日
- 00:00，28°36′N 59°06′W / 28.6°N 59.1°W：热带风暴保莱特在百慕大塔克镇东南约670公里强化成一级飓风[29]。

9月14日

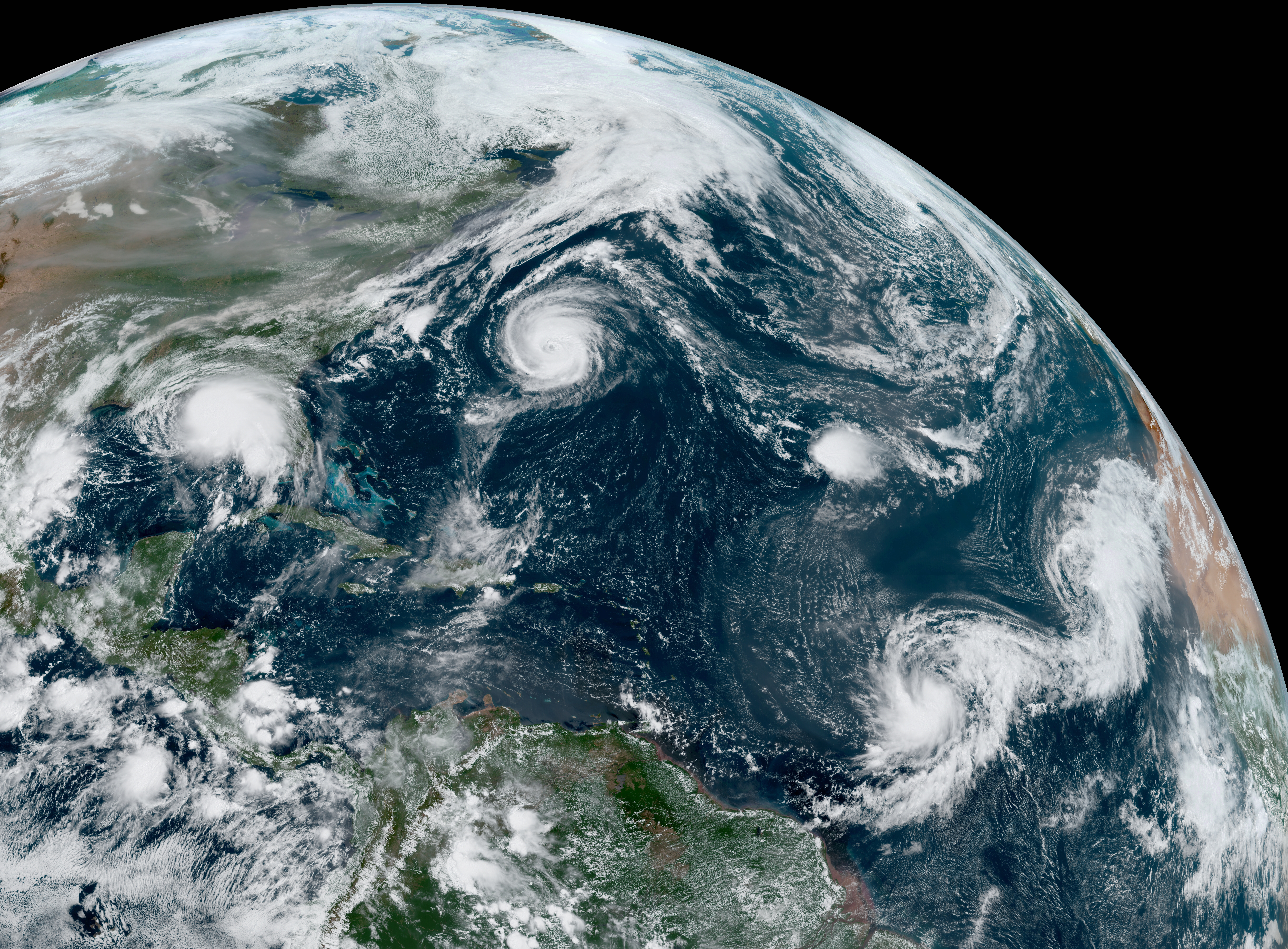
9月14日大西洋存在五个热带气旋，从左至右分别是：萨莉、保莱特、雷内、泰迪、维姬

- 00:00，12°54′N 38°42′W / 12.9°N 38.7°W：第二十号热带低气压在小安的列斯群岛以东约1725公里强化成热带风暴并获名“泰迪”[32]。
- 00:00，17°30′N 28°12′W / 17.5°N 28.2°W：佛得角群岛最西北端以西约315公里的东风波形成第二十一号热带低气压[33]。
- 06:00，28°12′N 86°30′W / 28.2°N 86.5°W：热带风暴萨莉在佛罗里达州彭萨科拉以南约230公里升级一级飓风[31]。
- 06:00，18°00′N 28°18′W / 18.0°N 28.3°W：第二十一号热带低气压在佛得角群岛最西北角的西北偏西约345公里升级热带风暴维姬[33]。
- 08:50，32°18′N 64°42′W / 32.3°N 64.7°W：飓风保莱特以风力时速160公里、最低气压970毫巴（百帕，28.64英寸汞柱）的二级飓风强度登陆塔克镇附近[29]。
- 15:00，27°30′N 48°18′W / 27.5°N 48.3°W：热带低气压雷内在北背风群岛东北约1665至1805公里瓦解成低压槽并很快消散[30]。
- 18:00，33°54′N 64°24′W / 33.9°N 64.4°W：飓风保莱特在百慕大以北约180公里达到持续风速每小时165公里、最低气压965毫巴（百帕，28.5英寸汞柱）最高强度[29]。

9月15日
- 12:00，20°30′N 30°48′W / 20.5°N 30.8°W：热带风暴维姬在佛得角群岛最西北角以西北约705公里达到持续风速每小时85公里、最低气压1001毫巴（百帕，29.52英寸汞柱）最高强度[33]。

9月16日
- 00:00，14°42′N 48°00′W / 14.7°N 48.0°W：热带风暴泰迪在巴巴多斯东北偏东约1295公里升为一级飓风[32]。
- 06:00，41°12′N 50°48′W / 41.2°N 50.8°W：飓风保莱特在开普雷斯东南偏东约640公里减弱成一级飓风[29]。
- 06:00，29°54′N 87°54′W / 29.9°N 87.9°W：飓风萨莉强化成二级飓风，同时北侧风眼墙开始从亚拉巴马州鲍德温县上岸[31]。
- 09:45，30°18′N 87°42′W / 30.3°N 87.7°W：飓风萨莉达到风力时速175公里、最低中心气压965毫巴（百帕，28.5英寸汞柱）最高强度并登陆亚拉巴马州格尔夫海岸附近[31]。
- 12:00，42°36′N 46°54′W / 42.6°N 46.9°W：飓风保莱特在开普雷斯东南约650公里完全转变成温带气旋且仍有飓风强度[29]。
- 12:00，16°06′N 49°18′W / 16.1°N 49.3°W：飓风泰迪在巴巴多斯东北偏东约1160公里强化成二级飓风[32]。
- 18:00，31°06′N 87°12′W / 31.1°N 87.2°W：飓风萨莉在格尔夫海岸东北约95公里降级热带风暴[31]。

9月17日
- 06:00，32°06′N 86°06′W / 32.1°N 86.1°W：热带风暴萨莉在亚拉巴马州蒙哥马利东南偏南约35公里弱化成热带低气压[31]。
- 06:00，38°18′N 18°06′W / 38.3°N 18.1°W：亚速尔群岛以东约650公里的温带低气压区形成亚热带风暴阿尔法[注 7][34]。
- 12:00，32°36′N 85°12′W / 32.6°N 85.2°W：热带低气压萨莉在东亚拉巴马上空转变成温带低气压区，随后由冷锋吸收[31]。
- 12:00，18°54′N 52°48′W / 18.9°N 52.8°W：飓风泰迪在瓜德罗普东北偏东约925公里升为三级飓风[32]。
- 12:00，21°36′N 37°36′W / 21.6°N 37.6°W：热带风暴维姬在佛得角群岛最西北角的西北偏西方向约1395公里降级热带低气压[30]。
- 12:00，21°30′N 94°42′W / 21.5°N 94.7°W：德克萨斯州布朗斯维尔东南偏南约565公里的西南墨西哥湾扰动天气区形成第二十二号热带低气压[36]。
- 18:00，19°42′N 53°42′W / 19.7°N 53.7°W：飓风泰迪在瓜德罗普东北偏东约870公里达到四级飓风标准[32]。
- 18:00，21°18′N 38°42′W / 21.3°N 38.7°W：热带低气压维姬在佛得角群岛最西北角西北偏西约1480公里转变成残留低气压区[33]。
- 18:00，10°48′N 28°06′W / 10.8°N 28.1°W：佛得角群岛最南端西南约555公里的东风波发展成热带风暴威尔弗雷德[37]。

9月18日
- 00:00，20°24′N 54°24′W / 20.4°N 54.4°W：飓风泰迪在瓜德罗普东北偏东约845公里达到持续风速每小时225公里、最低气压945毫巴（百帕，27.91英寸汞柱）最高强度[32]。
- 00:00，36°42′N 13°06′W / 36.7°N 13.1°W：亚热带风暴阿尔法在葡萄牙里斯本西南偏西约420公里达到风力时速80公里、最低气压996毫巴（百帕，29.41英寸汞柱）最高强度[34]。
- 00:00，11°06′N 29°18′W / 11.1°N 29.3°W：热带风暴威尔弗雷德在佛得角群岛西南偏西约1340公里达到风力时速65公里、最低气压1006毫巴（百帕，29.71英寸汞柱）最高强度[37]。
- 12:00，21°42′N 55°48′W / 21.7°N 55.8°W：飓风泰迪在瓜德罗普东北偏东约815公里回落至三级飓风范围[32]。
- 18:00，24°06′N 93°06′W / 24.1°N 93.1°W：第二十二号热带低气压在布朗斯维尔东南约480公里增强成热带风暴贝塔[36]。
- 18:40，40°00′N 8°54′W / 40.0°N 8.9°W：亚热带风暴阿尔法从菲蓋拉-達福什以南约15公里登陆，估计风力时速80公里[34]。

9月19日
- 00:00，40°36′N 7°36′W / 40.6°N 7.6°W：亚热带风暴阿尔法在葡萄牙中部大区北部、維塞烏东南约30公里转变成亚热带低气压并在不久后消散[34][38]。
- 06:00，37°42′N 31°06′W / 37.7°N 31.1°W：温带气旋保莱特在亚速尔群岛西南约185公里减弱成温带低气压区[29]。

9月20日
- 00:00，26°54′N 60°48′W / 26.9°N 60.8°W：飓风泰迪在百慕大东南偏南约700公里降至二级飓风标准[32]。
- 12:00，27°06′N 92°48′W / 27.1°N 92.8°W：热带风暴贝塔在德克萨斯州加尔维斯敦东南约320公里达到每小时100公里最高风速[36]。
- 12:00，15°24′N 43°12′W / 15.4°N 43.2°W：热带风暴威尔弗雷德在背风群岛以东约1850公里降级热带低气压[37]。
- 18:00，34°42′N 30°36′W / 34.7°N 30.6°W：保莱特的残留在亚速尔群岛西南偏南约370公里重组为热带风暴[29]。
- 18:00，28°30′N 63°18′W / 28.5°N 63.3°W：飓风泰迪在百慕大东南偏南约435公里减弱成一级飓风[32]。

9月21日
- 00:00，27°30′N 94°06′W / 27.5°N 94.1°W：热带风暴贝塔在加尔维斯敦东南偏南约195公里达到993毫巴（百帕，29.47英寸汞柱）最低气压[36]。
- 00:00，15°48′N 46°42′W / 15.8°N 46.7°W：热带低气压威尔弗雷德在背风群岛最北端以东约1480公里消退成低压槽[37]。

9月22日
- 00:00，33°48′N 26°18′W / 33.8°N 26.3°W：热带风暴保莱特在亚速尔群岛东南偏南约1705公里达到风力时速95公里的第二波强度高峰[29]。
- 00:00，34°36′N 61°24′W / 34.6°N 61.4°W：飓风泰迪在百慕大东北约400公里再达二级飓风标准[32]。
- 02:45，28°24′N 96°24′W / 28.4°N 96.4°W：热带风暴贝塔以持续风速每小时80公里强度在德克萨斯州奥康纳港附近、马塔哥达半岛最南端登陆[36][39]
- 12:00，34°48′N 23°06′W / 34.8°N 23.1°W：热带风暴保莱特在亚速尔群岛东南约1110公里消退成残留低气压区并在不久后消散[29]。
- 12:00，39°06′N 63°30′W / 39.1°N 63.5°W：飓风泰迪在哈利法克斯以南约590公里达到风力时速165公里的第二波辛苦涯友们峰[32]。
- 18:00，40°18′N 64°12′W / 40.3°N 64.2°W：飓风泰迪在哈利法克斯以南约480公里降为一级飓风[32]。
- 18:00，28°54′N 96°30′W / 28.9°N 96.5°W：热带风暴贝塔在马塔哥达湾西北偏北约45公里减弱成热带低气压[36]。

9月23日
- 00:00，41°54′N 64°12′W / 41.9°N 64.2°W：飓风泰迪在哈利法克斯以南约305公里转变成温带低气压区，随后由规模更大且无热带天气系统特征的低气压区吸收[32]。
- 00:00，29°00′N 95°48′W / 29.0°N 95.8°W：热带低气压贝塔在不列颠哥伦比亚省维多利亚以东约120公里转变成温带气旋并在不久后消散[36]。

### 十月
10月2日

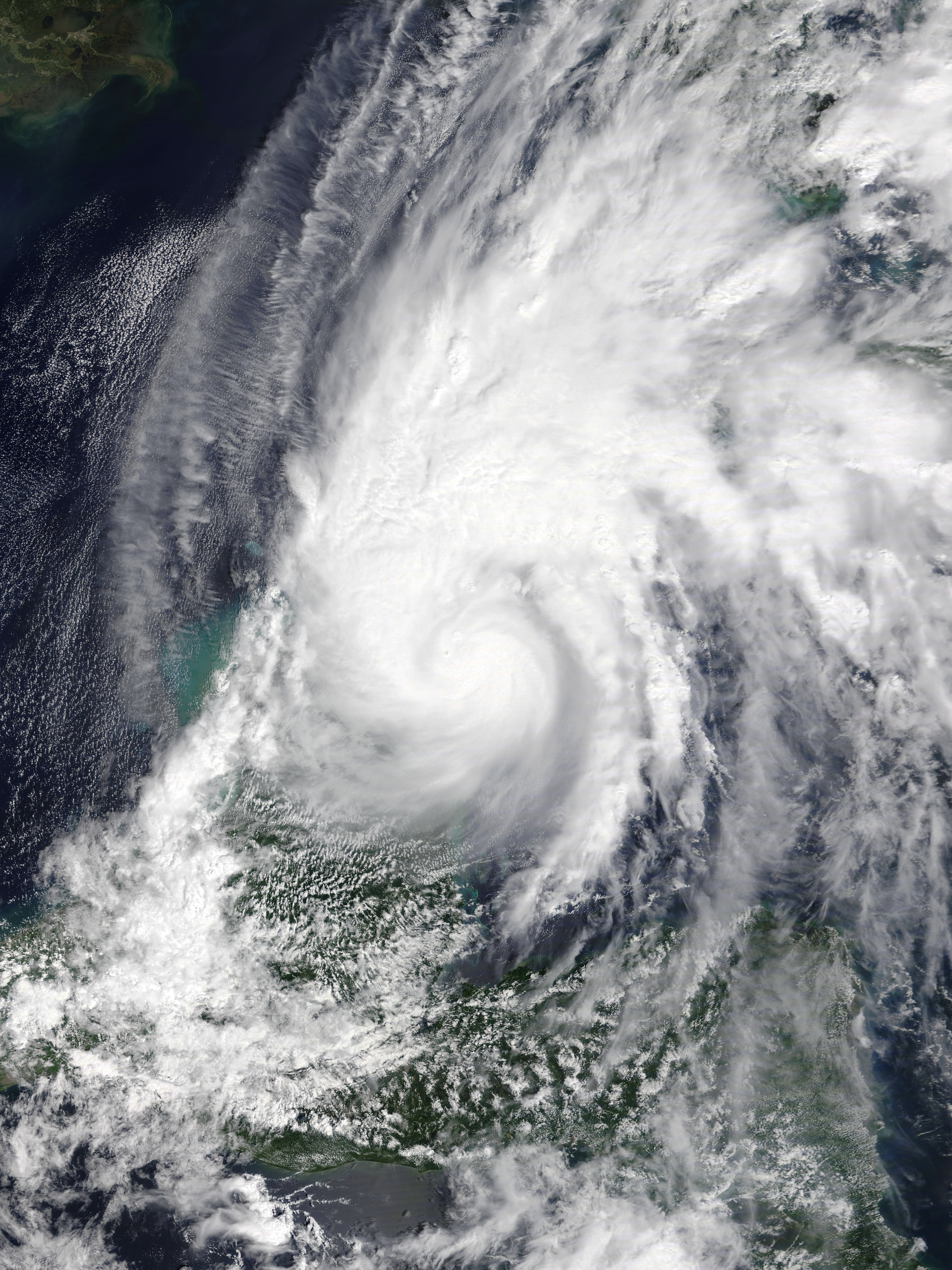
飓风伽马10月3日以最高强度登陆尤卡坦半岛

- 06:00，17°12′N 83°54′W / 17.2°N 83.9°W：科苏梅尔岛东南约485公里的东风波发展成第二十五号热带低气压[40]。
- 18:00，18°24′N 85°00′W / 18.4°N 85.0°W：第二十五号热带低气压在科苏梅尔岛东南偏南约225公里升级热带风暴伽马[40]。

10月3日
- 16:45，20°12′N 87°24′W / 20.2°N 87.4°W：热带风暴伽马升级一级飓风并达到持续风速每小时120公里、最低气压978毫巴（百帕，28.88英寸汞柱）最高强度，同时登陆金塔纳罗奥州图卢姆附近[40]。
- 18:00，20°24′N 87°30′W / 20.4°N 87.5°W：飓风伽马在图卢姆西北偏北约25公里减弱成热带风暴[40]。

10月4日
- 06:00，21°48′N 88°12′W / 21.8°N 88.2°W：热带风暴伽马以风力时速80公里强度从金塔纳罗奥州坎昆西北偏西约160公里进入墨西哥湾[40]。
- 18:00，22°42′N 87°42′W / 22.7°N 87.7°W：热带风暴伽马在尤卡坦州里约拉加尔多东北偏北约90公里达到持续风速每小时105公里的第二波强度高峰[40]。
- 18:00，16°24′N 76°12′W / 16.4°N 76.2°W：京斯敦以南约165公里的东风波形成第二十六号热带低气压[41]。

10月5日
- 12:00，16°24′N 78°24′W / 16.4°N 78.4°W：第二十六号热带低气压在牙买加蒙特哥貝西南偏南约240公里达到热带风暴强度并获名“德尔塔”[41]。
- 18:00，22°18′N 87°54′W / 22.3°N 87.9°W：热带风暴伽马在科苏梅尔岛西北偏北约225公里降级热带低气压[40]。

10月6日
- 00:00，16°36′N 79°48′W / 16.6°N 79.8°W：热带风暴德尔塔在蒙特哥贝西南约295公里升级一级飓风[41]。
- 03:00，21°36′N 88°24′W / 21.6°N 88.4°W：热带低气压伽马登陆尤卡坦州圣费利佩附近，环流不久在尤卡坦半岛上空消散[40]。
- 12:00，17°48′N 82°00′W / 17.8°N 82.0°W：飓风德尔塔在蒙特哥贝以西约435公里强化成三级飓风[41]。
- 18:00，18°30′N 83°18′W / 18.5°N 83.3°W：飓风德尔塔在古巴青年岛以南约325公里达到风力时速220公里、最低气压953毫巴（百帕，28.14英寸汞柱）最高强度，属四级飓风范围[41]。

10月7日
- 06:00，20°06′N 85°54′W / 20.1°N 85.9°W：飓风德尔塔在科苏梅尔岛以东约115公里降为二级飓风[41]。
- 10:30，20°48′N 86°54′W / 20.8°N 86.9°W：飓风德尔塔以风力时速约170公里强度首次登陆，登陆点靠近莫雷洛斯港[41]。
- 18:00，20°48′N 86°54′W / 20.8°N 86.9°W：飓风德尔塔以持续风速每小时135公里强度从金塔纳罗奥州卡多切角以西约185公里进入墨西哥湾[41]。

10月8日

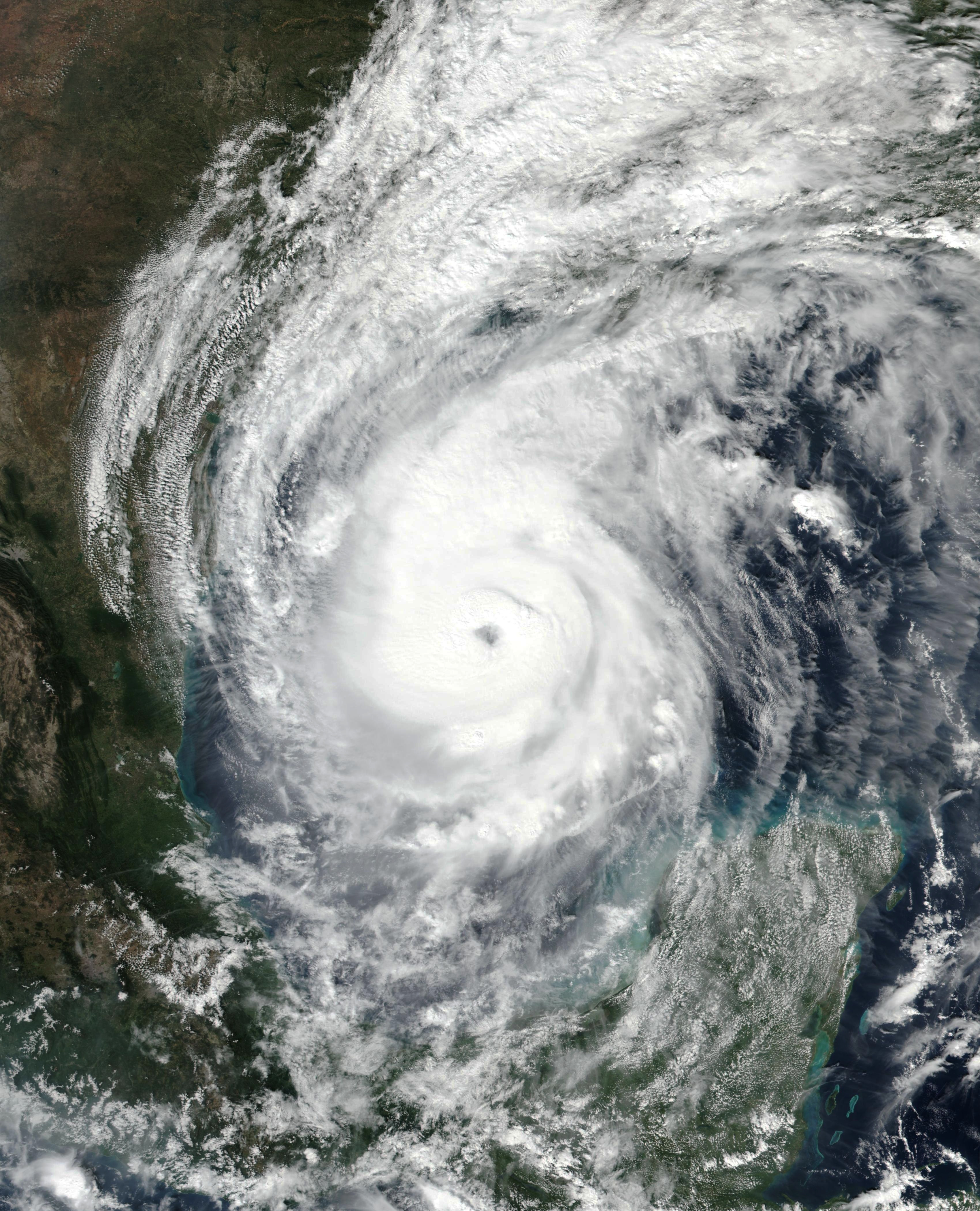
10月8日飓风德尔塔接近第二波强度高峰

- 06:00，23°00′N 91°24′W / 23.0°N 91.4°W：飓风德尔塔在德克萨斯州与路易斯安那州边界东南偏南约780公里恢复二级飓风强度[41]。
- 18:00，24°30′N 93°06′W / 24.5°N 93.1°W：飓风德尔塔在德克萨斯州与路易斯安那州边界东南偏南约555公里再度达到三级飓风标准[41]。

10月9日
- 00:00，25°18′N 93°30′W / 25.3°N 93.5°W：飓风德尔塔在德克萨斯州与路易斯安那州边界东南偏南约490公里达到持续风速每小时195公里、中心气压953毫巴（百帕，28.15英寸汞柱）最高强度[41]。
- 18:00，28°42′N 93°36′W / 28.7°N 93.6°W：飓风德尔塔在德克萨斯州与路易斯安那州边界东南偏南约110公里降为二级飓风[41]。
- 23:00，29°48′N 93°06′W / 29.8°N 93.1°W：飓风德尔塔以风力时速155公里强度登陆路易斯安那州卡梅伦堂区克里奥尔附近[41]。

10月10日
- 00:00，30°00′N 93°00′W / 30.0°N 93.0°W：飓风德尔塔在克里奥尔东北偏北约25公里减弱成一级飓风[41]。
- 06:00，31°12′N 92°18′W / 31.2°N 92.3°W：飓风德尔塔在克里奥尔东北约175公里降级热带风暴[41]。
- 18:00，33°18′N 90°36′W / 33.3°N 90.6°W：热带风暴德尔塔在克里奥尔东北约455公里转变成温带气旋并在不久后消散[41]。

10月19日
- 06:00，25°30′N 55°54′W / 25.5°N 55.9°W：百慕大以东约1335公里不具备热带天气系统特征的低气压区形成第二十七号热带低气压[42]。
- 12:00，25°24′N 55°36′W / 25.4°N 55.6°W：第二十七号热带低气压在百慕大东南约1155公里增强成热带风暴埃普西朗[42]。

10月21日
- 00:00，28°18′N 56°18′W / 28.3°N 56.3°W：热带风暴埃普西朗在百慕大东南偏东约935公里升级一级飓风[42]。
- 12:00，28°54′N 58°42′W / 28.9°N 58.7°W：飓风埃普西朗在百慕大东南偏东约685公里强化成二级飓风[42]。
- 18:00，29°18′N 59°36′W / 29.3°N 59.6°W：飓风埃普西朗在百慕大东南偏东约585公里升为三级飓风[42]。

10月22日
- 00:00，29°30′N 60°24′W / 29.5°N 60.4°W：飓风埃普西朗在百慕大东南约555公里达到持续风速每小时185公里、最低气压952毫巴（百帕，28.11英寸汞柱）最高强度[42]。
- 06:00，30°12′N 60°54′W / 30.2°N 60.9°W：飓风埃普西朗在百慕大东南偏东约460公里减弱成二级飓风[42]。
- 12:00，30°48′N 61°18′W / 30.8°N 61.3°W：飓风埃普西朗在百慕大东南偏东约385公里降至一级飓风标准[42]。

10月24日
- 12:00，18°24′N 82°36′W / 18.4°N 82.6°W：大開曼西南约115公里的中层低压槽与东风波共同形成第二十八号热带低气压[43]。

10月25日
- 00:00，18°00′N 83°12′W / 18.0°N 83.2°W：第二十八号热带低气压在科苏梅尔岛东南偏东约435公里升级热带风暴泽塔[43]。
- 18:00，45°00′N 46°54′W / 45.0°N 46.9°W：飓风埃普西朗在开普雷斯东南约513公里降为热带风暴[42]。

10月26日
- 06:00，49°30′N 34°42′W / 49.5°N 34.7°W：热带风暴埃普西朗在开普雷斯以东约910公里转变成温带气旋，随后由规模更大的温带低气压区吸收[42]。
- 06:00，18°30′N 84°06′W / 18.5°N 84.1°W：热带风暴泽塔在科苏梅尔岛东南约370公里升为一级飓风[43]。

10月27日
- 03:55，20°24′N 87°24′W / 20.4°N 87.4°W：飓风泽塔在图卢姆附近登陆，估计风速每小时135公里[43]。
- 12:00，21°18′N 89°00′W / 21.3°N 89.0°W：飓风泽塔在图卢姆西北约195公里降级热带风暴，随后进入墨西哥湾南部[43]。

10月28日
- 06:00，24°24′N 91°30′W / 24.4°N 91.5°W：热带风暴泽塔在路易斯安那州新奥尔良以南约640公里再达一级飓风标准[43]。
- 18:00，28°00′N 91°06′W / 28.0°N 91.1°W：飓风泽塔在新奥尔良西南偏南约240公里强化成二级飓风[43]。
- 21:00，29°12′N 90°36′W / 29.2°N 90.6°W：飓风泽塔达到持续风速每小时185公里、最低气压970毫巴（百帕，28.65英寸汞柱）最高强度，已至三级飓风标准，同时在路易斯安那州泰勒博恩堂区科科德里附近第二次登陆[43]。

10月29日
- 00:00，30°12′N 89°54′W / 30.2°N 89.9°W：飓风泽塔在新奥尔良东北偏北约30公里降至二级飓风范围[43]。
- 06:00，32°48′N 87°30′W / 32.8°N 87.5°W：飓风泽塔在亚拉巴马州塔斯卡卢萨以南约45公里降级热带风暴[43]。
- 18:00，37°48′N 78°12′W / 37.8°N 78.2°W：热带风暴泽塔在中弗吉尼亚转变成後熱帶氣旋并很多消散[43]。

10月31日
- 18:00，14°54′N 72°24′W / 14.9°N 72.4°W：第二十九号热带低气压在多明尼加共和国佩德納萊斯以南约165公里成型[44]。

### 十一月
11月1日
- 00:00，14°54′N 73°36′W / 14.9°N 73.6°W：第二十九号热带低气压在京斯敦东南约480公里增强成热带风暴伊塔[44]。

11月2日
- 06:00，14°54′N 80°24′W / 14.9°N 80.4°W：热带风暴伊塔在大开曼以南约500公里升级飓风[44]。
- 12:00，14°48′N 81°12′W / 14.8°N 81.2°W：飓风伊塔在格拉西亚斯-阿迪奥斯角以东约225公里强化成二级飓风[44]。
- 15:00，14°48′N 81°30′W / 14.8°N 81.5°W：飓风伊塔在格拉西亚斯-阿迪奥斯角以东约185公里达到三级飓风标准[44]。
- 18:00，14°42′N 82°00′W / 14.7°N 82.0°W：飓风伊塔在格拉西亚斯-阿迪奥斯角以东约135公里增强成四级飓风[44]。

11月3日

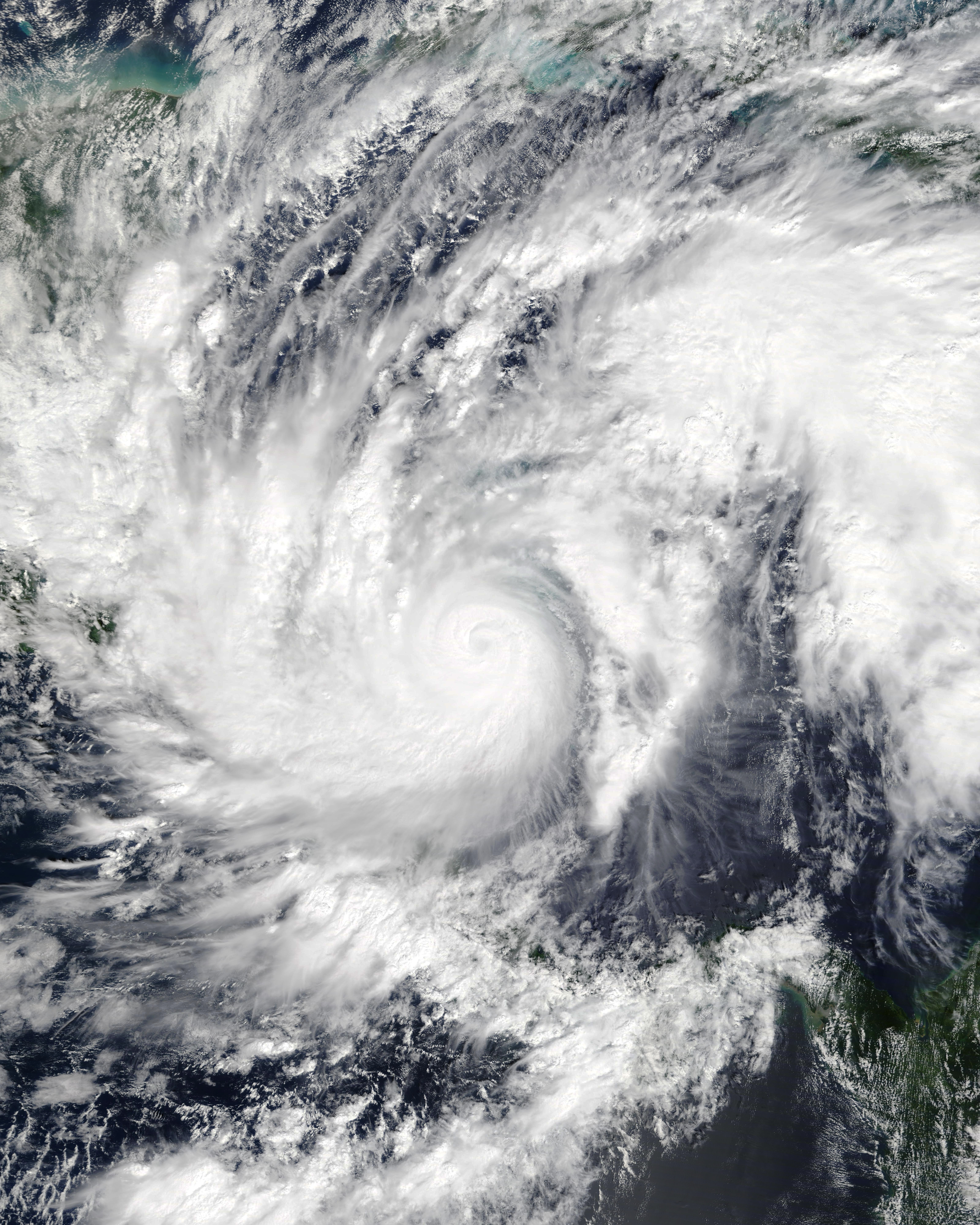
11月3日即将登陆尼加拉瓜的颶風伊塔

- 00:00，14°18′N 82°30′W / 14.3°N 82.5°W：飓风伊塔在尼加拉瓜卡貝薩斯港东南偏东约100公里达到每小时240公里最大持续风速，气压降至929毫巴（百帕，27.43英寸汞柱）[44]。
- 06:00，14°00′N 82°48′W / 14.0°N 82.8°W：飓风伊塔在卡贝萨斯港以东约65公里达到最低气压922毫巴（百帕，27.23英寸汞柱）最高强度[44]。
- 21:00，13°48′N 83°30′W / 13.8°N 83.5°W：飓风伊塔以风力时速220公里强度在卡贝萨斯港西南偏南约30公里登陆[44]。

11月4日
- 00:00，13°48′N 83°42′W / 13.8°N 83.7°W：飓风伊塔在卡贝萨斯港西南约40公里降至二级飓风范围[44]。
- 12:00 UTC，13°48′N 84°54′W / 13.8°N 84.9°W：飓风伊塔在卡贝萨斯港西南偏西约155公里降级热带风暴[44]。

11月5日
- 00:00，14°00′N 86°00′W / 14.0°N 86.0°W：热带风暴伊塔在洪都拉斯特古西加尔巴以东约130公里降级热带低气压[44]。
- 06:00，14°12′N 86°42′W / 14.2°N 86.7°W：热带低气压伊塔在特古西加尔巴以东约55公里退化成扰动天气[注 8][44]。

11月6日
- 00:00，16°12′N 87°48′W / 16.2°N 87.8°W：伊塔的残留从洪都拉斯拉塞瓦西北偏西约100公里进入洪都拉斯灣[44]。
- 06:00，16°42′N 87°36′W / 16.7°N 87.6°W：伊塔的残留在拉塞瓦西北偏西约160公里重组成热带低气压[44]。

11月7日
- 06:00，18°12′N 85°06′W / 18.2°N 85.1°W：热带低气压西塔在大开曼西南偏西约500公里重达热带风暴标准[44]。

11月8日
- 09:00，21°30′N 79°18′W / 21.5°N 79.3°W：热带风暴西塔以风力时速100公里强度从古巴圣斯皮里图斯市东南偏南登陆[44]。
- 15:00，22°30′N 79°12′W / 22.5°N 79.2°W：热带风暴西塔从库纳瓜以西约90公里的古巴北岸返回墨西哥湾[44]。

11月9日
- 04:00，24°54′N 80°42′W / 24.9°N 80.7°W：热带风暴伊塔从佛罗里达州马拉松东北偏东约45公里登陆佛羅里達礁島群，随后向西进入墨西哥湾[44]。

11月10日
- 00:00，28°48′N 41°00′W / 28.8°N 41.0°W：亚速尔群岛西南约1585公里的温带低气压区形成亚热带风暴西塔[47]。
- 12:00，28°54′N 38°00′W / 28.9°N 38.0°W：亚热带风暴西塔在亚速尔群岛西南约1500公里达到每小时115公里最高风速[47]。
- 18:00，29°00′N 36°42′W / 29.0°N 36.7°W：亚热带风暴西塔在亚速尔群岛西南约1400公里转变成热带风暴，达到987毫巴（百帕，29.15英寸汞柱）最低气压[47]。

11月11日
- 12:00，25°48′N 83°54′W / 25.8°N 83.9°W：热带风暴西塔在佛罗里达州克利尔沃特西南约270公里达到风力时速120公里的第二波强度高峰[44]。
- 18:00，26°48′N 83°42′W / 26.8°N 83.7°W：飓风伊塔在克利尔沃特西南约155公里降级热带风暴[44]。

11月12日
- 09:00，29°12′N 82°54′W / 29.2°N 82.9°W：热带风暴伊塔以持续风速每小时85公里强度从佛罗里达州锡达礁以东约十公里登陆[44]。
- 18:00，30°54′N 81°18′W / 30.9°N 81.3°W：热带风暴伊塔从佛罗里达州杰克逊维尔东北偏北约65公里进入大西洋[44]。

11月13日
- 09:00，33°18′N 76°48′W / 33.3°N 76.8°W：热带风暴伊塔在北卡罗来纳州威尔明顿东南约135公里转变成温带低气压区，随后由其他温带低气压区吸收[44]。
- 12:00，14°24′N 73°42′W / 14.4°N 73.7°W：阿魯巴西北约300公里的东风波形成第三十一号热带低气压[48]。
- 18:00，14°00′N 74°06′W / 14.0°N 74.1°W：第三十一号热带低气压在京斯敦东南偏南约530公里升级热带风暴艾奥塔[48]。

11月15日
- 06:00，31°36′N 18°30′W / 31.6°N 18.5°W：热带风暴西塔在馬德拉島西南约195公里减弱成热带低气压[47]。
- 06:00，13°00′N 77°06′W / 13.0°N 77.1°W：热带风暴艾奥塔在哥伦比亚普羅維登西亞島东南约465公里升级飓风[48]。
- 12:00，31°24′N 18°18′W / 31.4°N 18.3°W：热带低气压西塔在亚速尔群岛东南约970公里消退成残留低气压区并随后消散[47]。

11月16日

11月16日颶風艾奧塔逼近尼加拉瓜并快速增强的卫星影像

- 00:00，13°12′N 79°48′W / 13.2°N 79.8°W：飓风艾奥塔在普罗维登西亚岛东南偏东约175公里达到二级飓风标准[48]。
- 06:00，13°24′N 80°42′W / 13.4°N 80.7°W：飓风艾奥塔快速增强，在普罗维登西亚岛东北偏东约70公里升为四级飓风[48]。
- 12:00，13°30′N 81°30′W / 13.5°N 81.5°W：飓风艾奥塔在普罗维登西亚岛西北约35公里达到持续风速每小时250公里、最低气压917毫巴（百帕，27.08英寸汞柱）最高强度[48]。

11月17日
- 03:40，13°36′N 83°30′W / 13.6°N 83.5°W：飓风艾奥塔以风力时速230公里强度从卡贝萨斯港以南约35公里登陆[48]。
- 06:00，13°42′N 83°48′W / 13.7°N 83.8°W：飓风艾奥塔在卡贝萨斯港西南约60公里降为三级飓风[48]。
- 12:00，13°42′N 84°48′W / 13.7°N 84.8°W：飓风艾奥塔的强度在卡贝萨斯港西南偏西约145公里回落至一级飓风标准[48]。
- 18:00，13°42′N 85°42′W / 13.7°N 85.7°W：飓风艾奥塔在特古西加尔巴以东约160公里、西尼加拉瓜上空降级热带风暴[48]。

11月18日
- 12:00，13°42′N 89°00′W / 13.7°N 89.0°W：热带风暴艾奥塔在萨尔瓦多聖薩爾瓦多以东约20公里减弱成热带低气压并在不久后消散[48]。

11月30日
- 2020年大西洋飓风季正式结束[3]。